# Jean-François Zurawik
Jean-François Zurawik, né le 17 juillet 1953 à Mulhouse et mort le 8 octobre 2020 à Caluire-et-Cuire, est un réalisateur, producteur et directeur artistique français.

## Biographie
De 1972 à 1974, Jean-François Zurawik fait ses études à Strasbourg à IUT Robert Schuman  et de 1974 à 1976 à l'UPTEC de Bordeaux.
En 1978, il crée à Strasbourg, JFZ, une société de production audiovisuelle.
Il est un des précurseurs du mapping vidéo, ce qui l'amène à participer au spectacle de Jean-Michel Jarre en 1986 à Lyon. En 2003, il devient directeur du service des événements et de l'animation de la Ville de Lyon. De 2005 jusqu'à sa retraite en 2019, il organise la Fête des Lumières, qui devient, sous son impulsion, une référence internationale en termes de création lumière éphémère.
Passionné de montagne et accro des hauts sommets (Mont Blanc, Kilimanjaro, Everest), il réalise en 2020 son dernier documentaire, La Folie des hauteurs,.

## Filmographie

### Comme réalisateur
- 2000 : Courir la dernière aventure
- 2003 : Le Cirque blanc
- 2020 : La Folie des hauteurs